# Actenicerus toyoshimai
Actenicerus toyoshimai is een keversoort uit de familie kniptorren (Elateridae). De wetenschappelijke naam van de soort is voor het eerst geldig gepubliceerd in 1993 door Arimoto & Watanabe.